# Großer Preis von Frankreich 1974
Der Große Preis von Frankreich 1974 (offiziell LX Grand Prix de France) fand am 7. Juli im Stade Automobile de Dijon-Prenois in Dijon statt und war das neunte Rennen der Automobil-Weltmeisterschaft 1974.

## Berichte

### Hintergrund
Bereits zum sechsten Mal innerhalb von neun Jahren wechselte der Austragungsort für den Großen Preis von Frankreich. Die Wahl fiel erstmals auf die Rennstrecke bei Dijon-Prenois, die aufgrund ihrer damaligen Länge von lediglich rund 3,3 Kilometern und wegen ihres vergleichsweise kleinen Fahrerlagers nicht den gängigen Formel-1-Standards entsprach. Die Teams mit insgesamt 30 gemeldeten Wagen mussten sich mit sehr beengten Platzverhältnissen abfinden. Angesichts der geringen Streckenlänge entschlossen sich die Veranstalter auf Anraten der Formula One Constructors Association (FOCA), das Teilnehmerfeld für das Rennen auf 22 Fahrzeuge zu begrenzen. Diese Entscheidung sorgte vor allem bei den kleinen Privatteams für Unmut, da sie sich angesichts von in diesem Fall acht garantiert an der Qualifikation scheiternden Piloten um ihre Chance gebracht sahen, am Rennen teilzunehmen.
Nach seinem Weggang vom Team Surtees fand Carlos Pace eine neue Anstellung im Privatteam John Goldie Racing, wo er neben John Watson einen zweiten Kunden-Brabham pilotierte.
Drei Franzosen ergänzten das Fahrerfeld anlässlich ihres Heim-Grand-Prix, darunter die beiden Debütanten Jean-Pierre Jabouille, der an diesem Wochenende den zweiten Wagen des Teams Frank Williams Racing Cars mietete, sowie José Dolhem, der das durch Carlos Paces Kündigung freigewordene Cockpit im Surtees-Werksteam übernahm. Der dritte Franzose war Gérard Larrousse, der mit dem unterfinanzierten Privatteam Scuderia Finotto seine zweite Grand-Prix-Teilnahme nach dem Großen Preis von Belgien anstrebte.
Der finnische Gelegenheitsfahrer Leo Kinnunen trat ebenfalls wieder an, am Steuer eines privaten Surtees.

### Training
Zum ersten Mal in der Geschichte der Formel 1 war es möglich, auf einer Rennstrecke Rundenzeiten von weniger als einer Minute zu erreichen. Zwölf Piloten gelang dies während des Trainings. Demzufolge war die Pole-Zeit von Niki Lauda mit 0:58,79 Minuten bis zum Großen Preis von Sachir 2020 die niedrigste Rundenzeit, die jemals in der Automobil-Weltmeisterschaft (ab 1982: Formel-1-Weltmeisterschaft) gefahren wurde. Hinsichtlich der Rundenlänge gab und gibt es jedoch durchaus kürzere Strecken, auf denen Formel-1-Rennen ausgetragen wurden und werden.
Ronnie Peterson erreichte im Lotus 72E den zweiten Platz in der ersten Reihe. Für eine kleine Sensation sorgte Tom Pryce, der sich mit einer starken Leistung im Shadow für den dritten Platz qualifizierte. Er teilte sich die zweite Startreihe mit Clay Regazzoni im zweiten Ferrari.
Die dritte Reihe wurde von den beiden McLaren-Piloten Emerson Fittipaldi und Mike Hailwood belegt. Es folgten Jody Scheckter und Carlos Reutemann sowie Patrick Depailler, der nach einem Unfall mit dem aktuellen Wagen des Typs 007 auf den Vorgänger 006 zurückgreifen musste.

### Rennen
Während Reutemann ein schneller Start gelang, reagierte Pryce beim Fallen der Startflagge zu spät. Reutemann übersah dies und prallte in das Heck des Shadow-Piloten, wodurch er den Wagen in die Spur von James Hunt beförderte, der nicht mehr ausweichen konnte. Pryce und Hunt wurden somit genau wie zwei Wochen zuvor beim Großen Preis der Niederlande bereits in der ersten Runde in eine Kollision verwickelt, die für beide das Ende des Rennens bedeutete. Reutemann schied in Runde 24 wegen Folgeschäden, die aus dieser Kollision resultierten, ebenfalls aus.
An der Spitze befand sich derweil Lauda vor Peterson, Regazzoni, Hailwood und Scheckter, während Fittipaldi rasch aufholte und in der fünften Runde den sechsten Platz von Jacky Ickx übernahm. Bis zur 15. Runde schaffte es der Brasilianer schließlich, auch an Hailwood und Scheckter vorbeizuziehen.
Im 17. Umlauf überholte Peterson den bis dato führenden Lauda und verschaffte sich innerhalb weniger Runden einen beachtlichen Vorsprung. Dies wurde dadurch begünstigt, dass der Österreicher mit Vibrationen zu kämpfen hatte. Regazzoni lag relativ unangefochten auf dem dritten Rang. Fittipaldi holte zwar über lange Zeit sukzessive auf, schied jedoch in Runde 28 wegen eines Motorschadens aus. Dadurch gelangten Jacky Ickx und Denis Hulme in die Punkteränge.
In den letzten 50 Runden blieb die Reihenfolge der ersten sechs Piloten unverändert, obwohl der Zieleinlauf sowohl zwischen Regazzoni und Scheckter als auch zwischen Ickx und Hulme letztendlich sehr knapp war.
Lauda übernahm durch seinen zweiten Rang die Führung in der Fahrer-Weltmeisterschaft. Regazzoni zog in dieser Wertung ebenfalls an Fittipaldi vorbei auf den zweiten Platz. In der Konstrukteurs-Weltmeisterschaft überholte Ferrari das bis dato führende McLaren-Team.

## Meldeliste
| Team                            | Nr. | Fahrer                | Chassis           | Motor                    | Reifen |
| ------------------------------- | --- | --------------------- | ----------------- | ------------------------ | ------ |
| John Player Team Lotus          | 01  | Ronnie Peterson       | Lotus 72E         | Ford Cosworth DFV 3.0 V8 | G      |
| John Player Team Lotus          | 02  | Jacky Ickx            | Lotus 72E         | Ford Cosworth DFV 3.0 V8 | G      |
| Elf Team Tyrrell                | 03  | Jody Scheckter        | Tyrrell 007       | Ford Cosworth DFV 3.0 V8 | G      |
| Elf Team Tyrrell                | 04  | Patrick Depailler     | Tyrrell 006       | Ford Cosworth DFV 3.0 V8 | G      |
| Marlboro Team Texaco            | 05  | Emerson Fittipaldi    | McLaren M23       | Ford Cosworth DFV 3.0 V8 | G      |
| Marlboro Team Texaco            | 06  | Denis Hulme           | McLaren M23       | Ford Cosworth DFV 3.0 V8 | G      |
| Yardley Team McLaren            | 33  | Mike Hailwood         | McLaren M23       | Ford Cosworth DFV 3.0 V8 | G      |
| Motor Racing Developments       | 07  | Carlos Reutemann      | Brabham BT44      | Ford Cosworth DFV 3.0 V8 | G      |
| Motor Racing Developments       | 08  | Rikky von Opel        | Brabham BT44      | Ford Cosworth DFV 3.0 V8 | G      |
| March Engineering               | 09  | Hans-Joachim Stuck    | March 741         | Ford Cosworth DFV 3.0 V8 | G      |
| March Engineering               | 10  | Vittorio Brambilla    | March 741         | Ford Cosworth DFV 3.0 V8 | G      |
| Scuderia Ferrari SpA SEFAC      | 11  | Clay Regazzoni        | Ferrari 312B3     | Ferrari 001/11 3.0 F12   | G      |
| Scuderia Ferrari SpA SEFAC      | 12  | Niki Lauda            | Ferrari 312B3     | Ferrari 001/11 3.0 F12   | G      |
| Team Motul B.R.M.               | 14  | Jean-Pierre Beltoise  | BRM P201          | BRM P200 3.0 V12         | F      |
| Team Motul B.R.M.               | 15  | Henri Pescarolo       | BRM P201          | BRM P200 3.0 V12         | F      |
| Team Motul B.R.M.               | 37  | François Migault      | BRM P160E         | BRM P142 3.0 V12         | F      |
| UOP Shadow Racing Team          | 16  | Tom Pryce             | Shadow DN3        | Ford Cosworth DFV 3.0 V8 | G      |
| UOP Shadow Racing Team          | 17  | Jean-Pierre Jarier    | Shadow DN3        | Ford Cosworth DFV 3.0 V8 | G      |
| Bang & Olufsen Team Surtees     | 18  | José Dolhem           | Surtees TS16      | Ford Cosworth DFV 3.0 V8 | F      |
| Bang & Olufsen Team Surtees     | 19  | Jochen Mass           | Surtees TS16      | Ford Cosworth DFV 3.0 V8 | F      |
| Frank Williams Racing Cars      | 20  | Arturo Merzario       | Iso-Marlboro FW02 | Ford Cosworth DFV 3.0 V8 | F      |
| Frank Williams Racing Cars      | 21  | Jean-Pierre Jabouille | Iso-Marlboro FW01 | Ford Cosworth DFV 3.0 V8 | F      |
| Team Ensign                     | 22  | Vern Schuppan         | Ensign N174       | Ford Cosworth DFV 3.0 V8 | F      |
| AAW Racing Team                 | 23  | Leo Kinnunen          | Surtees TS16      | Ford Cosworth DFV 3.0 V8 | F      |
| Hesketh Racing                  | 24  | James Hunt            | Hesketh 308       | Ford Cosworth DFV 3.0 V8 | F      |
| Embassy Racing with Graham Hill | 26  | Graham Hill           | Lola T370         | Ford Cosworth DFV 3.0 V8 | F      |
| Embassy Racing with Graham Hill | 27  | Guy Edwards           | Lola T370         | Ford Cosworth DFV 3.0 V8 | F      |
| John Goldie Racing with Hexagon | 28  | John Watson           | Brabham BT42      | Ford Cosworth DFV 3.0 V8 | F      |
| John Goldie Racing with Hexagon | 34  | Carlos Pace           | Brabham BT42      | Ford Cosworth DFV 3.0 V8 | F      |
| Scuderia Finotto                | 43  | Gérard Larrousse      | Brabham BT42      | Ford Cosworth DFV 3.0 V8 | F      |

## Klassifikationen

### Startaufstellung
| Pos. | Fahrer                | Konstrukteur | Zeit    | Ø-Geschwindigkeit | Start |
| ---- | --------------------- | ------------ | ------- | ----------------- | ----- |
| 01   | Niki Lauda            | Ferrari      | 0:58,79 | 201,402 km/h      | 01    |
| 02   | Ronnie Peterson       | Lotus-Ford   | 0:59,08 | 200,413 km/h      | 02    |
| 03   | Tom Pryce             | Shadow-Ford  | 0:59,11 | 200,311 km/h      | 03    |
| 04   | Clay Regazzoni        | Ferrari      | 0:59,13 | 200,244 km/h      | 04    |
| 05   | Emerson Fittipaldi    | McLaren-Ford | 0:59,20 | 200,007 km/h      | 05    |
| 06   | Mike Hailwood         | McLaren-Ford | 0:59,22 | 199,939 km/h      | 06    |
| 07   | Jody Scheckter        | Tyrrell-Ford | 0:59,32 | 199,602 km/h      | 07    |
| 08   | Carlos Reutemann      | Brabham-Ford | 0:59,36 | 199,468 km/h      | 08    |
| 09   | Patrick Depailler     | Tyrrell-Ford | 0:59,43 | 199,233 km/h      | 09    |
| 10   | James Hunt            | Hesketh-Ford | 0:59,51 | 198,965 km/h      | 10    |
| 11   | Denis Hulme           | McLaren-Ford | 0:59,54 | 198,865 km/h      | 11    |
| 12   | Jean-Pierre Jarier    | Shadow-Ford  | 0:59,59 | 198,698 km/h      | 12    |
| 13   | Jacky Ickx            | Lotus-Ford   | 1:00,00 | 197,340 km/h      | 13    |
| 14   | John Watson           | Brabham-Ford | 1:00,02 | 197,274 km/h      | 14    |
| 15   | Arturo Merzario       | Iso-Ford     | 1:00,16 | 196,815 km/h      | 15    |
| 16   | Vittorio Brambilla    | March-Ford   | 1:00,26 | 196,489 km/h      | 16    |
| 17   | Jean-Pierre Beltoise  | B.R.M.       | 1:00,36 | 196,163 km/h      | 17    |
| 18   | Jochen Mass           | Surtees-Ford | 1:00,48 | 195,774 km/h      | 18    |
| 19   | Henri Pescarolo       | B.R.M.       | 1:00,67 | 195,161 km/h      | 19    |
| 20   | Guy Edwards           | Lola-Ford    | 1:00,68 | 195,129 km/h      | 20    |
| 21   | Graham Hill           | Lola-Ford    | 1:00,73 | 194,968 km/h      | 21    |
| 22   | François Migault      | B.R.M.       | 1:00,86 | 194,551 km/h      | 22    |
| DNQ  | Vern Schuppan         | Ensign-Ford  | 1:01,24 | 193,344 km/h      | –     |
| DNQ  | Carlos Pace           | Brabham-Ford | 1:01,35 | 192,998 km/h      | –     |
| DNQ  | Jean-Pierre Jabouille | Iso-Ford     | 1:01,52 | 192,464 km/h      | –     |
| DNQ  | Hans-Joachim Stuck    | March-Ford   | 1:01,60 | 192,214 km/h      | –     |
| DNQ  | José Dolhem           | Surtees-Ford | 1:01,70 | 191,903 km/h      | –     |
| DNQ  | Rikky von Opel        | Brabham-Ford | 1:01,79 | 191,623 km/h      | –     |
| DNQ  | Leo Kinnunen          | Surtees-Ford | 1:03,15 | 187,496 km/h      | –     |
| DNQ  | Gérard Larrousse      | Brabham-Ford | 1:03,27 | 187,141 km/h      | –     |

### Rennen
| Pos. | Fahrer               | Konstrukteur | Runden | Stopps | Zeit       | Start | Schnellste Runde |
| ---- | -------------------- | ------------ | ------ | ------ | ---------- | ----- | ---------------- |
| 01   | Ronnie Peterson      | Lotus-Ford   | 80     | 0      | 1:21:55,02 | 02    | 1:00,4           |
| 02   | Niki Lauda           | Ferrari      | 80     | 0      | + 20,36    | 01    | 1:00,5           |
| 03   | Clay Regazzoni       | Ferrari      | 80     | 0      | + 27,84    | 04    | 1:00,9           |
| 04   | Jody Scheckter       | Tyrrell-Ford | 80     | 0      | + 18,11    | 07    | 1:00,0 (10.)     |
| 05   | Jacky Ickx           | Lotus-Ford   | 80     | 0      | + 37,54    | 13    | 1:01,3           |
| 06   | Denis Hulme          | McLaren-Ford | 80     | 0      | + 38,14    | 11    | 1:00,7           |
| 07   | Mike Hailwood        | McLaren-Ford | 79     | 0      | + 1 Runde  | 06    | 1:01,57          |
| 08   | Patrick Depailler    | Tyrrell-Ford | 79     | 0      | + 1 Runde  | 09    | 1:01,7           |
| 09   | Arturo Merzario      | Iso-Ford     | 79     | 0      | + 1 Runde  | 15    | 1:01,8           |
| 10   | Jean-Pierre Beltoise | B.R.M.       | 79     | 0      | + 1 Runde  | 17    | 1:01,8           |
| 11   | Vittorio Brambilla   | March-Ford   | 79     | 0      | + 1 Runde  | 16    | 1:02,2           |
| 12   | Jean-Pierre Jarier   | Shadow-Ford  | 79     | 0      | + 1 Runde  | 12    | 1:02,0           |
| 13   | Graham Hill          | Lola-Ford    | 78     | 0      | + 2 Runden | 21    | 1:02,0           |
| 14   | François Migault     | B.R.M.       | 78     | 0      | + 2 Runden | 22    | 1:02,7           |
| 15   | Guy Edwards          | Lola-Ford    | 77     | 0      | + 3 Runden | 20    | 1:01,7           |
| 16   | John Watson          | Brabham-Ford | 76     | 1      | + 4 Runden | 14    | 1:01,8           |
| –    | Emerson Fittipaldi   | McLaren-Ford | 27     | 0      | DNF        | 05    | 1:00,6           |
| –    | Carlos Reutemann     | Brabham-Ford | 24     | 1      | DNF        | 08    | 1:02,4           |
| –    | Jochen Mass          | Surtees-Ford | 4      | 0      | DNF        | 18    | 1:06,8           |
| –    | Tom Pryce            | Shadow-Ford  | 0      | 0      | DNF        | 03    | –                |
| –    | James Hunt           | Hesketh-Ford | 0      | 0      | DNF        | 10    | –                |
| –    | Henri Pescarolo      | B.R.M.       | 0      | 0      | DNF        | 19    | –                |

## WM-Stände nach dem Rennen
Die ersten sechs des Rennens bekamen 9, 6, 4, 3, 2 bzw. 1 Punkt(e). In der Konstrukteurswertung zählten nur die Punkte des bestplatzierten Fahrers eines Teams. Es zählten nur die besten sieben Ergebnisse aus den ersten acht Rennen und die besten sechs aus den letzten sieben Rennen. Streichresultate sind in Klammern gesetzt.

### Fahrerwertung
| Pos. | Fahrer               | Konstrukteur              | Punkte |
| ---- | -------------------- | ------------------------- | ------ |
| 01   | Niki Lauda           | Ferrari                   | 36     |
| 02   | Emerson Fittipaldi   | McLaren-Ford              | 31     |
| 03   | Clay Regazzoni       | Ferrari                   | 32     |
| 04   | Jody Scheckter       | Tyrrell-Ford              | 26     |
| 05   | Ronnie Peterson      | Lotus-Ford                | 19     |
| 06   | Mike Hailwood        | McLaren-Ford              | 12     |
| 07   | Denis Hulme          | McLaren-Ford              | 12     |
| 08   | Patrick Depailler    | Tyrrell-Ford              | 11     |
| 09   | Jean-Pierre Beltoise | B.R.M.                    | 10     |
| 10   | Carlos Reutemann     | Brabham-Ford              | 9      |
| 11   | Jacky Ickx           | Lotus-Ford                | 6      |
| 12   | Jean-Pierre Jarier   | Shadow-Ford               | 6      |
| 13   | Hans-Joachim Stuck   | March-Ford                | 5      |
| 14   | James Hunt           | March-Ford / Hesketh-Ford | 4      |
| 15   | Carlos Pace          | Surtees-Ford              | 3      |
| 16   | Arturo Merzario      | Iso-Ford                  | 1      |
| 17   | John Watson          | Brabham-Ford              | 1      |
| 18   | Graham Hill          | Lola-Ford                 | 1      |
| 19   | Brian Redman         | Shadow-Ford               | 0      |
| 20   | Howden Ganley        | March-Ford                | 0      |
| 21   | Guy Edwards          | Lola-Ford                 | 0      |
| 22   | Tom Belsø            | Iso-Ford                  | 0      |

| Pos. | Fahrer             | Konstrukteur             | Punkte |
| ---- | ------------------ | ------------------------ | ------ |
| 23   | Henri Pescarolo    | B.R.M.                   | 0      |
| 24   | Vittorio Brambilla | March-Ford               | 0      |
| 25   | Rikky von Opel     | Brabham-Ford             | 0      |
| 26   | Tim Schenken       | Trojan-Ford              | 0      |
| 27   | Ian Scheckter      | Lotus-Ford               | 0      |
| 28   | Eddie Keizan       | Tyrrell-Ford             | 0      |
| 29   | Richard Robarts    | Brabham-Ford             | 0      |
| 30   | Gijs van Lennep    | Iso-Ford                 | 0      |
| 31   | François Migault   | B.R.M.                   | 0      |
| 32   | Vern Schuppan      | Ensign-Ford              | 0      |
| 33   | Jochen Mass        | Surtees-Ford             | 0      |
| 34   | Teddy Pilette      | Brabham-Ford             | 0      |
| 35   | Dave Charlton      | McLaren-Ford             | 0      |
| 36   | Peter Revson †     | Shadow-Ford              | 0      |
| 37   | Paddy Driver       | Lotus-Ford               | 0      |
| –    | Chris Amon         | Amon-Ford                | 0      |
| –    | Tom Pryce          | Token-Ford / Shadow-Ford | 0      |
| –    | Gérard Larrousse   | Brabham-Ford             | 0      |
| –    | Reine Wisell       | March-Ford               | 0      |
| –    | Leo Kinnunen       | Surtees-Ford             | 0      |
| –    | Bertil Roos        | Shadow-Ford              | 0      |

### Konstrukteurswertung
| Pos. | Konstrukteur | Punkte  |
| ---- | ------------ | ------- |
| 01   | Ferrari      | 45      |
| 02   | McLaren-Ford | 43 (45) |
| 03   | Tyrrell-Ford | 30      |
| 04   | Lotus-Ford   | 22      |
| 05   | Brabham-Ford | 10      |
| 06   | B.R.M.       | 10      |
| 07   | Shadow-Ford  | 6       |
| 08   | March-Ford   | 5       |

| Pos. | Konstrukteur | Punkte |
| ---- | ------------ | ------ |
| 09   | Hesketh-Ford | 4      |
| 10   | Surtees-Ford | 3      |
| 11   | Iso-Ford     | 1      |
| 12   | Lola-Ford    | 1      |
| 13   | Trojan-Ford  | 0      |
| 14   | Ensign-Ford  | 0      |
| –    | Amon-Ford    | 0      |
| –    | Token-Ford   | 0      |